# Margrith von Felten

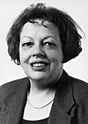
Margrith von Felten

Margrith von Felten (* 30. Dezember 1944 in Basel; heimatberechtigt in Basel, Winznau und Stein) ist eine Schweizer Politikerin (SP, jetzt BastA).
Von Felten ist Juristin. Sie vertrat von 1988 bis 1992 die Sozialdemokraten im Grossen Rat des Kantons Basel-Stadt. Ab 1991 war sie Nationalrätin. Im August 1998 trat sie aus der SP aus. Als Grund gab sie politische Differenzen mit der Linie der Partei an, besonders in der Wirtschaftspolitik, die zu wenig ökologisch ausgerichtet sei. Bei den Gesamterneuerungswahlen 1998 kandidierte sie auf einer gemeinsamen links-grün-feministischen Liste; der Sitz ging jedoch den Linken verloren. Ab 2001 bis Anfang 2007 gehörte sie wieder dem Grossen Rat an, diesmal für die Partei BastA.
Von Felten ist verwitwet und hat zwei Kinder.